# Élections législatives fidjiennes de 1944
Des élections législatives se tiennent aux Fidji le 29 juillet 1944.

## Contexte
Les Fidji à cette date sont une colonie de l'Empire britannique. Le Conseil compte trente-et-un membres, dont quinze représentent les trois principales communautés ethniques du pays tandis que les seize autres, dont le gouverneur lui-même, siègent ex officio en tant que hauts fonctionnaires de l'administration coloniale. Les Fidjiens autochtones ont cinq représentants, tous nommés par le gouverneur sur proposition du Grand Conseil des chefs. Les Euro-Fidjiens élisent trois représentants, le même nombre que les Indo-Fidjiens. Chacune de ces deux communautés dispose aussi de deux représentants nommés par le gouverneur.
Le droit de vote est fondé sur le suffrage censitaire masculin et s'acquiert à l'âge de 21 ans, les conditions de propriété pour l'accès au droit de vote étant toutefois moins contraignantes pour les Indo-Fidjiens que pour les Euro-Fidjiens.
En raison de la participation des Fidji à la Seconde Guerre mondiale, les soldats fidjiens déployés à l'étranger peuvent voter là où ils se trouvent.

## Résultats

### Par circonscription
Les résultats sont les suivants :

#### Sièges ethniques euro-fidjiens
Nord et ouest
| Parti | Parti | Candidat         | Voix | % | Remarque |
| ----- | ----- | ---------------- | ---- | - | -------- |
|       | aucun | Hugh Ragg        | 221  |   | Réélu    |
|       | aucun | John Percy Bayly | 195  |   |          |

Sud
| Parti | Parti | Candidat      | Voix | % | Remarque      |
| ----- | ----- | ------------- | ---- | - | ------------- |
|       | aucun | Amie Ragg     | 451  |   | Élu           |
|       | aucun | Alport Barker | 265  |   | Sortant battu |

Est
| Parti | Parti | Candidat               | Voix             | % | Remarque |
| ----- | ----- | ---------------------- | ---------------- | - | -------- |
|       | aucun | Harold Brockett Gibson | pas d'adversaire | - | Réélu    |

#### Sièges ethniques indo-fidjiens
Nord et ouest
| Parti | Parti | Candidat      | Voix  | % | Remarque      |
| ----- | ----- | ------------- | ----- | - | ------------- |
|       | aucun | A.D. Patel    | 1 841 |   | Élu           |
|       | aucun | B.D. Lakshman | 554   |   | Sortant battu |

Sud
| Parti | Parti | Candidat   | Voix             | % | Remarque |
| ----- | ----- | ---------- | ---------------- | - | -------- |
|       | aucun | Vishnu Deo | pas d'adversaire |   | Réélu    |

Est
| Parti | Parti | Candidat           | Voix | % | Remarque      |
| ----- | ----- | ------------------ | ---- | - | ------------- |
|       | aucun | B.M. Gyaneshwar    | 399  |   | Élu           |
|       | aucun | J. B. Tularam (en) | 201  |   | Sortant battu |

### Représentants ethniques nommés

#### Autochtones
Le gouverneur Sir Philip Mitchell nomme au Conseil législatif les cinq chefs autochtones suivants, les sélectionnant parmi ceux recommandés par le Grand Conseil des chefs :
| Nom | Nom                    | Remarque  |
| --- | ---------------------- | --------- |
|     | Ratu Lala Sukuna       | Reconduit |
|     | Ratu George Toganivalu | Reconduit |
|     | Ratu George Tuisawau   | Reconduit |
|     | Ratu Edward Cakobau    | Nommé     |
|     | Ratu Tiale Vuiyasawa   | Reconduit |

#### Euro-Fidjiens
Le gouverneur nomme les deux membres suivants :
| Nom | Nom                     | Remarque |
| --- | ----------------------- | -------- |
|     | Jasper Garnett          | Nommé    |
|     | William Granger Johnson | Nommé    |

#### Indo-Fidjiens
Le gouverneur nomme les deux membres suivants :
| Nom | Nom             | Remarque  |
| --- | --------------- | --------- |
|     | A. R. Sahu Khan | Nommé     |
|     | K.B. Singh      | Reconduit |